# جامعة كتالونيا المفتوحة
جامعة كتالونيا المفتوحة هي جامعة خاصة مفتوحة مقرها في برشلونة، إسبانيا.
تقدم الجامعة برامج الدراسات العليا والدراسات العليا باللغات الكاتالونية والإسبانية والإنجليزية في مجالات مثل علم النفس وعلوم الكمبيوتر وعلوم التعليم ومجتمع المعلومات والمعرفة والاقتصاد. أيضًا يتوفر برنامج الدكتوراه لمجتمع المعلومات والمعرفة الذي يستكشف مجالات البحث مثل القانون الإلكتروني والتعلم الإلكتروني ومجتمع الشبكة والتعليم والمجتمعات عبر الإنترنت. لديها مراكز دعم في عدد من المدن في إسبانيا وأندورا والمكسيك وكولومبيا.
تعد الجامعة أيضًا مؤسسة أم لمعهد دراسات برشلونة الدولية.

## التنظيم والإدارة

### الكراسي
- كرسي اليونسكو للتعليم والتكنولوجيا من أجل التغيير الاجتماعي.
- كرسي اليونسكو للغذاء والثقافة والتنمية.
- كرسي ميرو.
- كرسي الجامعة في التصميم وإنشاء الوسائط المتعددة
- كرسي بي إس إيه في البحوث التطبيقية وتحليل البيانات في الصحة.
- كرسي آي بي إم في الأمن السيبراني.[7]